# Pasquale Luiso

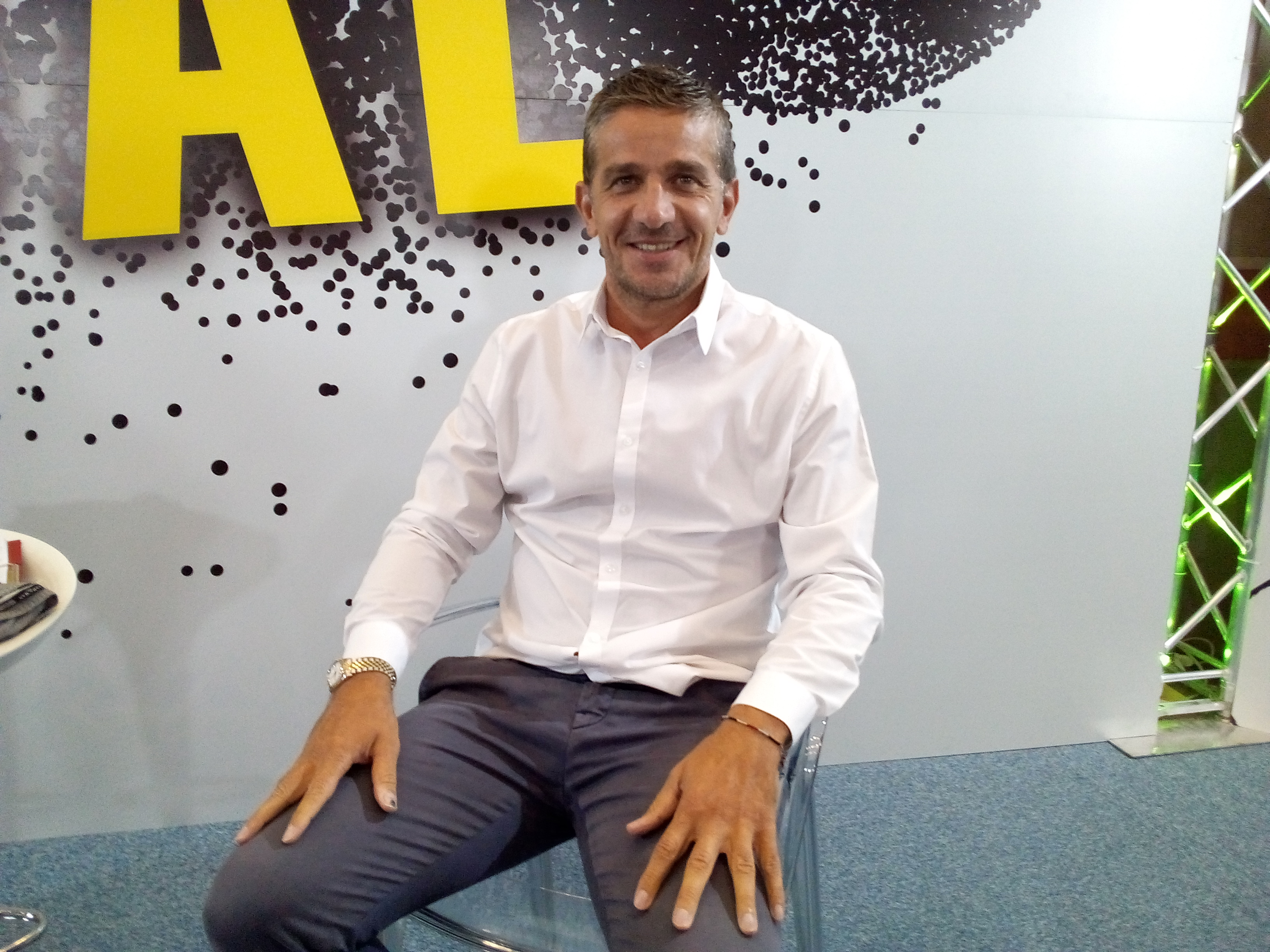
Pasquale Luiso (2017)

Pasquale Luiso (* 30. Oktober 1969 in Neapel) ist ein ehemaliger italienischer Fußballspieler, der seit seinem Karriereende als Trainer tätig ist.

## Sportlicher Werdegang
Luiso spielte lange Zeit im Amateurbereich, ehe er 1994 von Sora Calcio zum AC Turin wechselte. In der Serie A kam er nur zu einem Einsatz, da er zeitnah an Delfino Pescara 1936 in die Serie B verliehen wurde. Anschließend verkaufte ihn der Klub an Chievo Verona, erneut wurde er jedoch direkt verliehen und lief für US Avellino 1912 in der Serie B auf. Mit 19 Saisontoren in der Zweitliga-Spielzeit 1995/96 überzeugte er beim Aufsteiger, der mit insgesamt 39 Saisontoren direkt wieder abstieg. und wurde von Erstligist Piacenza Calcio 1919 unter Vertrag genommen. In der Erstliga-Spielzeit 1996/97 gehörte er mit 14 Saisontreffern zu den torgefährlichsten Spielern der italienischen Meisterschaft, als er die Mannschaft in die Relegation führte. Beim 3:1-Erfolg über Cagliari Calcio war er als Doppeltorschütze ein Garant für den Klassenerhalt, Sandro Tovalieri sowie Daniele Berretta für den Gegner waren die weiteren Torschützen im Entscheidungsspiel.
Im Sommer 1997 wechselte Luiso zu Vicenza Calcio, dem amtierenden Pokalsieger. Im Europapokal der Pokalsieger 1997/98 erreichte er mit dem Klub anschließend das Halbfinale, in dem er mit der Mannschaft am späteren Titelträger FC Chelsea scheiterte. Mit acht Treffern im Wettbewerb wurde er dabei dessen Torschützenkönig. Parallel stand er mit dem Klub im Kampf um den Klassenerhalt. Während er in der Rückrunde der Spielzeit 1998/99 erneut als Leihspieler für Delfino Pescara 1936 auflief, verpasste der Klub den Klassenerhalt. Als Zweitligameister stieg er mit dem Klub direkt wieder auf, verpasste aber mit der Mannschaft in der Spielzeit 2000/01 erneut den Klassenerhalt. Bereits zu Jahresbeginn 2001 war er zum Zweitligisten Sampdoria Genua gewechselt. für den er bis Sommer 2002 auflief. Kurz vor Ende der Wechselperiode schloss er sich im September dem AC Ancona an. Hier kam er nicht über den Status eines Ergänzungsspielers hinaus und war 2003 leihweise für US Salernitana 1919 aktiv. Anfang 2004 schloss er sich US Catanzaro 1929 in der Serie C an, wo er 2005 in die Serie B aufstieg. Nach dem direkten Wiederabstieg ließ er bei den unterklassigen Klubs Teramo Calcio, Celano Olimpia und Priverno Calcio die Karriere ausklingen, die er 2008 bei Sora Calcio beendete.
Luiso wechselte nach seinem Karriereende ins Funktionsteam bei Sora Calcio, wo er Anfang 2010 den Cheftrainerposten übernahm. Im Dezember 2011 trennte sich der Klub von ihm. Im Dezember 2013 übernahm er die Trainingsarbeit bei Sulmona Calcio. Im folgenden Sommer wechselte er zu US Triestina, wo er bereits im August wieder gehen musste. Anschließend folgte ein Engagement bei seiner mittlerweile in Celano Calcio umbenannten Ex-Spielstation, wo er bis Februar 2015 tätig war. Nach einer Zeit als Jugendtrainer bei L.R. Vicenza war er ab April 2018 bei Fondi Calcio bis zum Saisonende wieder im Erwachsenenbereich tätig. Zunächst war er bei SS Juve Stabia wieder als Jugendtrainer angestellt, wo er im Sommer 2023 ausschied. Im Februar 2024 wurde er als Nachfolger von Gennaro Iezzo Cheftrainer bei Calcio Chieti in der Serie D.